# Біколор
Біколо́р — прапор, який складається з двох кольорів. У європейській вексилології утворюється із кольорів герба: гербової фігури та поля щита.

## Вертикальні біколори

ICS прапор5
ICS прапорalfa
Перший прапор Аргентини
Прапор Бахрейну
Прапор Кам‘янського
ICS прапор hotel
ICS прапор kilo
Прапор Люцерну, Швейцарія
Прапор Катару
Сигнальний прапор NATO питання
Прапор Риму

### Вертикальні біколори з малюнком

Прапор Алжиру
Прапор канадської берегової охорони
Прапор Парижу
Прапор Женеви
Прапор світу
Прапор Юри, Швейцарія
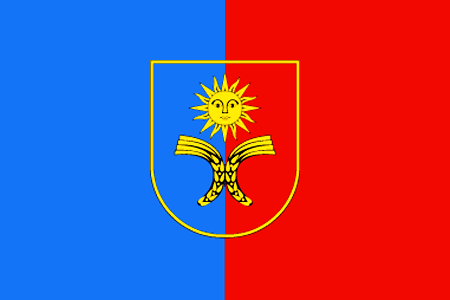
Прапор Хмельницької області
Прапор Кіровоградської області
Прапор  Малаги
Прапор Мальти
Прапор Пакистану
Прапор Португалії
Прапор Ватикану

## Горизонтальні біколори

Прапор Баварії
Прапор Богемії
Прапор Брауншвейгу
Прапор Бургеланду
ICS прапор echo
Прапор Габзбургів
Прапор Гаїті
Прапор Індонезії
Прапор Нижньої Австрії
Прапор Монако
Прапор Польщі
Прапор Преторії
Прапор Зальцбургу
Прапор Шевченківського району
Прапор Штирії
Прапор Тіролю
Прапор України
Прапор Верхньої Австрії
Прапор Відня

### Горизонтальні біколори з фігурою

Прапор Анголи
Прапор Білорусі
Прапор Бранденбургу
Прапор Буркіна-Фасо
Прапор Гібралтару
Прапор Гаїті
Прапор Ліхтенштейну
Прапор ромів
Прапор Сан-Марино
Прапор Сінгапуру
Прапор Велсу
Прапор Закарпатської області

## Діагональні біколори

Прапор зеленого анархізму
ICS прапорoscar
Прапор Цюриху

### Діагональні біколори з фігурою

Прапор Бутану
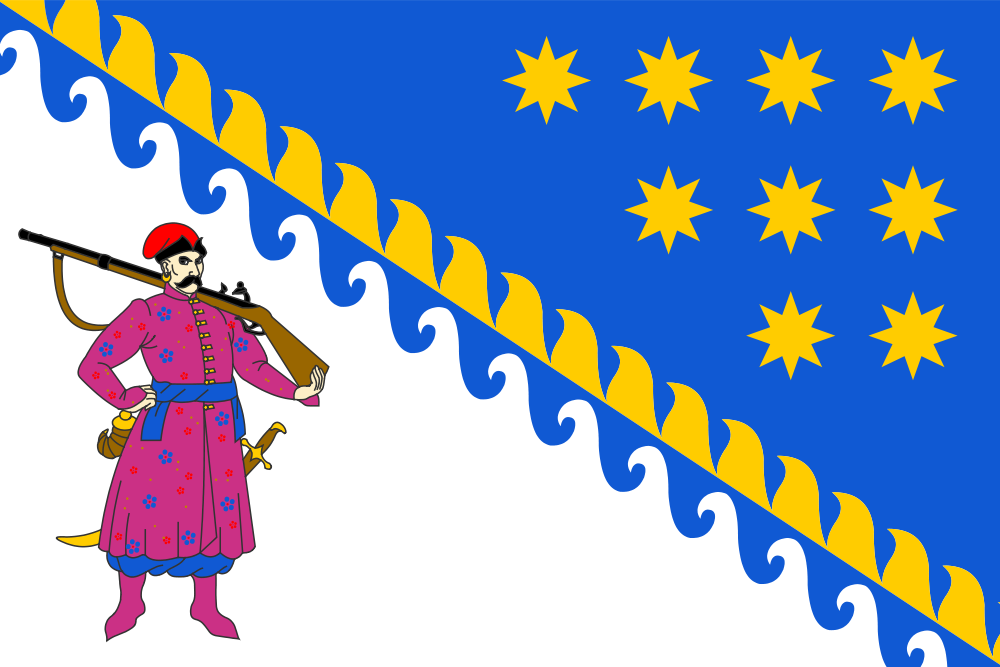
Прапор Дніпропетровської області
Прапор Папуа-Нової Гвінеї
Прапор Сицилії
Прапор Тургау